# Music (album của Madonna)
Music là album phòng thu thứ tám của ca sĩ người Mỹ Madonna, phát hành ngày 18 tháng 9 năm 2000 bởi Maverick và Warner Bros. Records. Sau thành công về mặt chuyên môn lẫn thương mại của album trước Ray of Light (1998), Madonna lên kế hoạch lưu diễn để quảng bá đĩa nhạc, nhưng được hãng đĩa khuyến khích quay lại phòng thu và thu âm nhạc mới. Nữ ca sĩ chứng kiến sự thay đổi lớn trong ngành công nghiệp âm nhạc với sự vươn lên của thế hệ ca sĩ trẻ hơn như Britney Spears và Christina Aguilera, dẫn đến việc cô muốn tìm kiếm những âm thanh đặc biệt cho dự án tiếp theo để trở nên nổi bật giữa bối cảnh âm nhạc lúc bấy giờ. Được thu âm trong khoảng thời gian mang thai con trai Rocco, Madonna hợp tác chặt chẽ với Mirwais Ahmadzaï và William Orbit để phát triển album theo hướng thể nghiệm hơn, bên cạnh sự tham gia đồng sản xuất từ Guy Sigsworth, Mark "Spike" Stent và Talvin Singh. Music là một bản thu âm dance-pop và electronica kết hợp với những âm hưởng từ funk, house, rock, đồng quê và folk. Để xây dựng hình tượng miền Viễn Tây cho album, Madonna tái tạo hình ảnh bản thân thành một nữ cao bồi.
Sau khi phát hành, Music nhận được những phản ứng tích cực từ các nhà phê bình âm nhạc, trong đó họ đánh giá cao tổng thể nhất quán và khâu sản xuất hiệu quả, cũng như khen ngợi bản chất sôi động và vui tươi hơn của tác phẩm so với Ray of Light. Ngoài ra, đĩa nhạc còn nhận được nhiều giải thưởng và đề cử tại những lễ trao giải lớn, bao gồm chiến thắng giải Grammy ở hạng mục Gói thu âm xuất sắc nhất tại lễ trao giải thường niên lần thứ 43, bên cạnh đề cử cho Album giọng pop xuất sắc nhất. Mặc dù bị rò rỉ trực tuyến trên Napster trước khi ra mắt một tháng, Music vẫn gặt hái những thành công vượt trội về mặt thương mại khi thống trị các bảng xếp hạng tại hơn 23 quốc gia, bao gồm Áo, Canada, Đan Mạch, Hà Lan, Phần Lan, Pháp, Đức, Ireland, Ý, Na Uy, Thụy Điển, Thụy Sĩ và Vương quốc Anh, đồng thời lọt vào top 10 ở tất cả những thị trường còn lại. Đĩa nhạc ra mắt ở vị trí số một trên bảng xếp hạng Billboard 200 với 420,000 bản, trở thành album quán quân thứ tư trong sự nghiệp của Madonna tại Hoa Kỳ và đánh dấu tác phẩm đầu tiên của cô kể từ album phòng thu thứ tư Like a Prayer (1989) đạt được thành tích trên.
Ba đĩa đơn đã được phát hành từ Music. Bài hát chủ đề được chọn làm đĩa đơn mở đường và đạt ngôi vị đầu bảng tại hơn 25 quốc gia, đồng thời trở thành đĩa đơn quán quân thứ 12 của Madonna trên bảng xếp hạng Billboard Hot 100 tại Hoa Kỳ và được đề cử giải Grammy cho Thu âm của năm và Trình diễn giọng pop nữ xuất sắc nhất. Đĩa đơn tiếp theo "Don't Tell Me" vươn đến top 10 ở nhiều thị trường nổi bật và được đề cử giải Grammy ở hạng mục Video ca nhạc hình thái ngắn xuất sắc nhất, trong khi "What It Feels Like for a Girl" đạt được những thành công tương đối. Để quảng bá album, nữ ca sĩ trình diễn trên nhiều chương trình truyền hình và lễ trao giải lớn, như The Late Show with David Letterman, Top of the Pops, giải thưởng Âm nhạc MTV Châu Âu năm 2000 và giải Grammy lần thứ 43, cũng như hai buổi hòa nhạc miễn phí tại Roseland Ballroom và Brixton Academy cho những người chiến thắng cuộc thi. Ngoài ra, cô còn tiến hành chuyến lưu diễn đầu tiên sau tám năm Drowned World Tour (2001) với 47 đêm diễn. Tính đến nay, Music đã bán được hơn 11 triệu bản trên toàn cầu, trở thành một trong những album của nghệ sĩ nữ bán chạy nhất lịch sử.

## Danh sách bài hát
| Music – Phiên bản tiêu chuẩn | Music – Phiên bản tiêu chuẩn    | Music – Phiên bản tiêu chuẩn       | Music – Phiên bản tiêu chuẩn         | Music – Phiên bản tiêu chuẩn |
| STT                          | Nhan đề                         | Sáng tác                           | Sản xuất                             | Thời lượng                   |
| ---------------------------- | ------------------------------- | ---------------------------------- | ------------------------------------ | ---------------------------- |
| 1.                           | "Music"                         | Madonna Mirwais Ahmadzaï           | Madonna Ahmadzaï                     | 3:44                         |
| 2.                           | "Impressive Instant"            | Madonna Ahmadzaï                   | Madonna Ahmadzaï                     | 3:37                         |
| 3.                           | "Runaway Lover"                 | Madonna William Orbit              | Madonna Orbit                        | 4:46                         |
| 4.                           | "I Deserve It"                  | Madonna Ahmadzaï                   | Madonna Ahmadzaï                     | 4:23                         |
| 5.                           | "Amazing"                       | Madonna Orbit                      | Madonna Orbit                        | 3:43                         |
| 6.                           | "Nobody's Perfect"              | Madonna Ahmadzaï                   | Madonna Ahmadzaï                     | 4:58                         |
| 7.                           | "Don't Tell Me"                 | Madonna Ahmadzaï Joe Henry         | Madonna Ahmadzaï                     | 4:40                         |
| 8.                           | "What It Feels Like for a Girl" | Madonna Guy Sigsworth David Torn   | Madonna Sigsworth Mark "Spike" Stent | 4:43                         |
| 9.                           | "Paradise (Not for Me)"         | Madonna Ahmadzaï                   | Madonna Ahmadzaï                     | 6:33                         |
| 10.                          | "Gone"                          | Madonna Damian LeGassick Nik Young | Madonna Orbit Stent                  | 3:24                         |
| Tổng thời lượng:             | Tổng thời lượng:                | Tổng thời lượng:                   | Tổng thời lượng:                     | 44:40                        |

| Music – Phiên bản quốc tế và LP tái bản tại Bắc Mỹ (bản nhạc bổ sung) | Music – Phiên bản quốc tế và LP tái bản tại Bắc Mỹ (bản nhạc bổ sung) | Music – Phiên bản quốc tế và LP tái bản tại Bắc Mỹ (bản nhạc bổ sung) | Music – Phiên bản quốc tế và LP tái bản tại Bắc Mỹ (bản nhạc bổ sung) | Music – Phiên bản quốc tế và LP tái bản tại Bắc Mỹ (bản nhạc bổ sung) |
| STT                                                                   | Nhan đề                                                               | Sáng tác                                                              | Sản xuất                                                              | Thời lượng                                                            |
| --------------------------------------------------------------------- | --------------------------------------------------------------------- | --------------------------------------------------------------------- | --------------------------------------------------------------------- | --------------------------------------------------------------------- |
| 11.                                                                   | "American Pie"                                                        | Don McLean                                                            | Madonna Orbit                                                         | 4:33                                                                  |
| Tổng thời lượng:                                                      | Tổng thời lượng:                                                      | Tổng thời lượng:                                                      | Tổng thời lượng:                                                      | 49:13                                                                 |

| Music – Phiên bản tại Úc và Nhật Bản (bản nhạc bổ sung) | Music – Phiên bản tại Úc và Nhật Bản (bản nhạc bổ sung) | Music – Phiên bản tại Úc và Nhật Bản (bản nhạc bổ sung) | Music – Phiên bản tại Úc và Nhật Bản (bản nhạc bổ sung) | Music – Phiên bản tại Úc và Nhật Bản (bản nhạc bổ sung) |
| STT                                                     | Nhan đề                                                 | Sáng tác                                                | Sản xuất                                                | Thời lượng                                              |
| ------------------------------------------------------- | ------------------------------------------------------- | ------------------------------------------------------- | ------------------------------------------------------- | ------------------------------------------------------- |
| 12.                                                     | "Cyber-Raga"                                            | Madonna Talvin Singh                                    | Madonna Singh                                           | 5:33                                                    |

| Music – Phiên bản tại Mexico (bản nhạc bổ sung) | Music – Phiên bản tại Mexico (bản nhạc bổ sung)                  | Music – Phiên bản tại Mexico (bản nhạc bổ sung) | Music – Phiên bản tại Mexico (bản nhạc bổ sung) | Music – Phiên bản tại Mexico (bản nhạc bổ sung) |
| STT                                             | Nhan đề                                                          | Sáng tác                                        | Sản xuất                                        | Thời lượng                                      |
| ----------------------------------------------- | ---------------------------------------------------------------- | ----------------------------------------------- | ----------------------------------------------- | ----------------------------------------------- |
| 11.                                             | "Lo Que Siente La Mujer" (What It Feels Like for a Girl)         | Madonna Sigsworth Alberto Ferreras              | Madonna Sigsworth Stent                         | 4:44                                            |
| 12.                                             | "What It Feels Like for a Girl" (Above & Beyond Club Radio Edit) | Madonna Sigsworth                               | Madonna Sigsworth Stent                         | 3:45                                            |

| Music – Phiên bản Tour đặc biệt năm 2001 (đĩa kèm theo) | Music – Phiên bản Tour đặc biệt năm 2001 (đĩa kèm theo)       | Music – Phiên bản Tour đặc biệt năm 2001 (đĩa kèm theo) | Music – Phiên bản Tour đặc biệt năm 2001 (đĩa kèm theo) | Music – Phiên bản Tour đặc biệt năm 2001 (đĩa kèm theo) |
| STT                                                     | Nhan đề                                                       | Sáng tác                                                | Người phối lại/Sản xuất                                 | Thời lượng                                              |
| ------------------------------------------------------- | ------------------------------------------------------------- | ------------------------------------------------------- | ------------------------------------------------------- | ------------------------------------------------------- |
| 1.                                                      | "Music" (Deep Dish Dot Com Remix)                             | Madonna Ahmadzaï                                        | Dubfire and Sharam for Deep Dish                        | 11:22                                                   |
| 2.                                                      | "Music" (HQ2 Club Mix)                                        | Madonna Ahmadzaï                                        | Hex Hector Mac Quayle                                   | 8:51                                                    |
| 3.                                                      | "Don't Tell Me" (Timo Maas Mix)                               | Madonna Ahmadzaï Henry                                  | Timo Maas Martin Buttrich                               | 6:55                                                    |
| 4.                                                      | "Don't Tell Me" (Tracy Young Club Mix)                        | Madonna Ahmadzaï Henry                                  | Tracy Young Chris Crane [a]                             | 11:00                                                   |
| 5.                                                      | "What It Feels Like for a Girl" (Paul Oakenfold Perfecto Mix) | Madonna Sigsworth                                       | Paul Oakenfold Andy Gray                                | 7:20                                                    |
| 6.                                                      | "Lo Que Siente La Mujer" (What It Feels Like for a Girl)      | Madonna Sigsworth Ferreras                              | Madonna Sigsworth Stent                                 | 4:44                                                    |
| 7.                                                      | "What It Feels Like for a Girl" (video ca nhạc)               | Madonna Sigsworth Torn                                  | Above & Beyond                                          | 4:36                                                    |

Ghi chú
- ^[a]  nghĩa là đồng sản xuất
- David Torn không được ghi nhận trong phần ghi chú gốc của Music. Madonna đã thêm ông vào danh sách đồng tác giả của "What It Feels Like for a Girl", sau khi cô phát hiện ra Sigsworth đã sử dụng nhạc mẫu từ album năm 1987 của Torn, Cloud About Mercury, mà không thông báo đến cô.[6][7]
- "What It Feels Like for a Girl" có chứa một đoạn hội thoại của nữ diễn viên Charlotte Gainsbourg trong bộ phim Anh năm 1993 The Cement Garden.[8]

## Xếp hạng
| Bảng xếp hạng (2000)                     | Vị trí cao nhất |
| ---------------------------------------- | --------------- |
| Album Argentina (CAPIF)                  | 1               |
| Album Úc (ARIA)                          | 2               |
| Album Úc Dance (ARIA)                    | 1               |
| Album Áo (Ö3 Austria)                    | 1               |
| Album Bỉ (Ultratop Vlaanderen)           | 2               |
| Album Bỉ (Ultratop Wallonie)             | 2               |
| Album Brazil (ABPD)                      | 1               |
| Album Canada (Billboard)                 | 1               |
| Canada Top Albums/CDs (RPM)              | 1               |
| Album Chile (IFPI)                       | 1               |
| Album Cộng hòa Séc (ČNS IFPI)            | 1               |
| Album Đan Mạch (Hitlisten)               | 1               |
| Album Hà Lan (Album Top 100)             | 1               |
| Album Châu Âu (Billboard)                | 1               |
| Album Phần Lan (Suomen virallinen lista) | 1               |
| Album Pháp (SNEP)                        | 1               |
| Album Đức (Offizielle Top 100)           | 1               |
| Album Hy Lạp (IFPI)                      | 1               |
| Album Hồng Kông (IFPI)                   | 1               |
| Album Hungaria (MAHASZ)                  | 1               |
| Album Ireland (IRMA)                     | 1               |
| Album Ý (FIMI)                           | 1               |
| Album Nhật Bản (Oricon)                  | 7               |
| Album Mexico (AMPROFON)                  | 1               |
| Album New Zealand (RMNZ)                 | 2               |
| Album Na Uy (VG-lista)                   | 1               |
| Album Ba Lan (ZPAV)                      | 1               |
| Album Bồ Đào Nha (AFP)                   | 3               |
| Album Scotland (OCC)                     | 1               |
| Album Singapore (IFPI)                   | 1               |
| Album Slovakia (IFPI)                    | 1               |
| Album Slovenia (IFPI)                    | 1               |
| Album Tây Ban Nha (PROMUSICAE)           | 2               |
| Album Thụy Điển (Sverigetopplistan)      | 1               |
| Album Thụy Sĩ (Schweizer Hitparade)      | 1               |
| Album Thái Lan (IFPI)                    | 1               |
| Album Đài Loan (IFPI)                    | 1               |
| Album Anh Quốc (OCC)                     | 1               |
| Album Hoa Kỳ Billboard 200               | 1               |

| Bảng xếp hạng (2000)                             | Vị trí |
| ------------------------------------------------ | ------ |
| Album Úc (ARIA)                                  | 23     |
| Album Áo (Ö3 Austria)                            | 16     |
| Album Bỉ (Ultratop Flanders)                     | 22     |
| Album Bỉ (Ultratop Wallonia)                     | 20     |
| Album Canada (Nielsen SoundScan)                 | 28     |
| Album Đan Mạch (Hitlisten)                       | 5      |
| Album Hà Lan (Album Top 100)                     | 18     |
| Album Châu Âu (Music & Media)                    | 12     |
| Album Phần Lan Quốc tế (Suomen virallinen lista) | 55     |
| Album Pháp (SNEP)                                | 13     |
| Album Đức (Offizielle Top 100)                   | 13     |
| Album Ý (FIMI)                                   | 12     |
| Album Na Uy Mùa Xuân (VG-lista)                  | 8      |
| Album Na Uy Giáng Sinh (VG-lista)                | 19     |
| Album Thụy Điển Tổng hợp (Sverigetopplistan)     | 12     |
| Album Thụy Sĩ (Schweizer Hitparade)              | 8      |
| Album Anh Quốc (OCC)                             | 10     |
| Hoa Kỳ Billboard 200                             | 64     |
| Bảng xếp hạng (2001)                             | Vị trí |
| Album Úc (ARIA)                                  | 23     |
| Album Úc Dance (ARIA)                            | 3      |
| Album Áo (Ö3 Austria)                            | 32     |
| Album Bỉ (Ultratop Flanders)                     | 36     |
| Album Bỉ (Ultratop Wallonia)                     | 34     |
| Album Canada (Nielsen SoundScan)                 | 83     |
| Album Đan Mạch (Hitlisten)                       | 53     |
| Album Hà Lan (Album Top 100)                     | 43     |
| Album Châu Âu (Music & Media)                    | 10     |
| Album Pháp (SNEP)                                | 37     |
| Album Đức (Offizielle Top 100)                   | 20     |
| Album Hungaria (MAHASZ)                          | 125    |
| Album Ý (FIMI)                                   | 48     |
| Album Na Uy Mùa Đông (VG-lista)                  | 6      |
| Album Tây Ban Nha (AFYVE)                        | 32     |
| Album Thụy Sĩ (Schweizer Hitparade)              | 20     |
| Album Anh Quốc (OCC)                             | 41     |
| Hoa Kỳ Billboard 200                             | 49     |
| Album Toàn cầu (IFPI)                            | 19     |

| Bảng xếp hạng (2000–2009) | Vị trí |
| ------------------------- | ------ |
| Album Anh Quốc (OCC)      | 54     |
| Hoa Kỳ Billboard 200      | 159    |

## Chứng nhận
| Quốc gia                                                                           | Chứng nhận  | Số đơn vị/doanh số chứng nhận |
| ---------------------------------------------------------------------------------- | ----------- | ----------------------------- |
| Argentina (CAPIF)                                                                  | 2× Bạch kim | 120.000^                      |
| Úc (ARIA)                                                                          | 3× Bạch kim | 210.000^                      |
| Áo (IFPI Áo)                                                                       | Bạch kim    | 50.000*                       |
| Bỉ (BEA)                                                                           | 3× Bạch kim | 150.000*                      |
| Brasil (Pro-Música Brasil)                                                         | Vàng        | 100.000*                      |
| Canada (Music Canada)                                                              | 3× Bạch kim | 300.000^                      |
| Chile (IFPI Chile)                                                                 | Vàng        | 15,000                        |
| Cộng hòa Séc (ČNS IFPI)                                                            | Bạch kim    |                               |
| Đan Mạch (IFPI Đan Mạch)                                                           | 2× Bạch kim | 100.000^                      |
| Phần Lan (Musiikkituottajat)                                                       | Vàng        | 32,515                        |
| Pháp (SNEP)                                                                        | 2× Bạch kim | 900,000                       |
| Đức (BVMI)                                                                         | 2× Bạch kim | 1.000.000^                    |
| Hungary (Mahasz)                                                                   | Vàng        | 10,000^                       |
| Hồng Kông (IFPI Hồng Kông)                                                         | Bạch kim    | 15,000*                       |
| Ireland (IRMA)                                                                     | Bạch kim    | 15.000^                       |
| Ý (FIMI)                                                                           | Bạch kim    | 250,000                       |
| Nhật Bản (RIAJ)                                                                    | Bạch kim    | 200.000^                      |
| México (AMPROFON)                                                                  | Vàng        | 75.000^                       |
| Hà Lan (NVPI)                                                                      | 2× Bạch kim | 160.000^                      |
| New Zealand (RMNZ)                                                                 | 2× Bạch kim | 30.000^                       |
| Na Uy (IFPI)                                                                       | —           | 100,000                       |
| Ba Lan (ZPAV)                                                                      | Bạch kim    | 100.000*                      |
| Singapore (RIAS)                                                                   | Bạch kim    | 10,000*                       |
| Hàn Quốc (KMCA)                                                                    | —           | 21,528                        |
| Tây Ban Nha (PROMUSICAE)                                                           | 2× Bạch kim | 200.000^                      |
| Thụy Điển (GLF)                                                                    | Bạch kim    | 100,000                       |
| Thụy Sĩ (IFPI)                                                                     | 2× Bạch kim | 100.000^                      |
| Đài Loan (RIT)                                                                     | Bạch kim    | 50,000*                       |
| Thái Lan (TECA)                                                                    | Bạch kim    | 10,000                        |
| Anh Quốc (BPI)                                                                     | 5× Bạch kim | 1,640,000                     |
| Hoa Kỳ (RIAA)                                                                      | 3× Bạch kim | 3,031,000                     |
| Tổng hợp                                                                           |             |                               |
| Châu Âu (IFPI)                                                                     | 5× Bạch kim | 5.000.000*                    |
| Toàn cầu                                                                           | —           | 11,000,000                    |
| * Chứng nhận dựa theo doanh số tiêu thụ. ^ Chứng nhận dựa theo doanh số nhập hàng. |             |                               |